# Neodoclea boneti
Neodoclea boneti is een krabbensoort uit de familie van de Epialtidae. De wetenschappelijke naam van de soort werd in 1950 voor het eerst geldig gepubliceerd door de Nederlandse zoöloge Alida Buitendijk.